# Luçon
Luçon is een gemeente in het Franse departement Vendée in de regio Pays de la Loire. De plaats maakt deel uit van het arrondissement Fontenay-le-Comte en van het gemeentelijk samenwerkingsverband Communauté de communes Sud Vendée Littoral. Luçon telde op 1 januari 2022 9.450 inwoners.

## Geschiedenis
Luçon was oorspronkelijk een Gallische havenplaats, dicht bij zee gelegen. Natuurlijke sedimentatie, versterkt door latere inpoldering van de Golfe des Pictons, hebben ertoe geleid dat de plaats in de loop van de Middeleeuwen ver van zee  kwam te liggen en alleen via een kanaal bereikbaar werd.
In de zevende eeuw werd in Luçon vanuit de benedictijner abdij van Noirmoutier een abdij gesticht. In de negende eeuw werd de abdij tweemaal geplunderd door Vikingen. In de elfde eeuw werden de abdij en de plaats vernield door de graaf van Poitou. Hij werd gedwongen de abdij opnieuw op te bouwen. In 1121 werd de nieuwe abdij in romaanse stijl ingewijd, die in 1317 werd omgezet in een bisschopszetel. De stad werd zo het religieuze centrum van Bas-Poitou. De bekendste bisschop van Luçon was kardinaal de Richelieu.
In de zestiende en zeventiende werden de stad en de kathedraal meermaals beschadigd tijdens de strijd tussen katholieken en protestanten.
Tijdens de negentiende eeuw groeide de bevolking aanzienlijk, mede door de economische activiteit in de haven. De haven verloor aan belang door de komst van de spoorweg in 1871 en vanaf het midden van de twintigste eeuw heeft de haven geen economisch belang meer. Aan het begin van de twintigste eeuw kwam er een cavaleriekazerne in de stad.

## Geografie
De oppervlakte van Luçon bedroeg op 1 januari 2022 31,52 vierkante kilometer; de bevolkingsdichtheid was toen 299,8 inwoners per km².
De onderstaande kaart toont de ligging van Luçon met de belangrijkste infrastructuur en aangrenzende gemeenten.

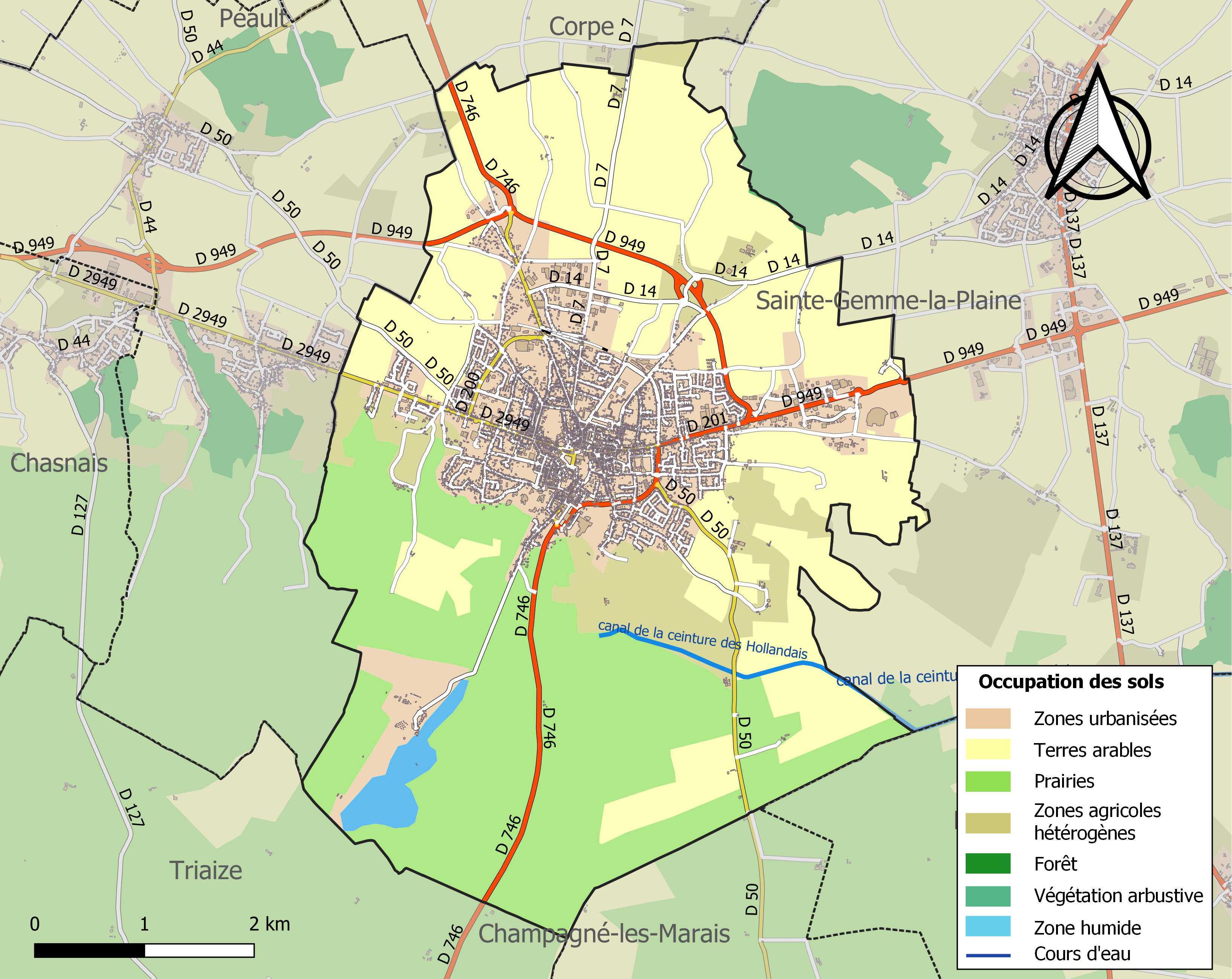

## Demografie
Onderstaande figuur toont het verloop van het inwonertal (bron: INSEE-tellingen).

## Kathedraal
Het voornaamste bouwwerk in Luçon is de kathedraal, gewijd aan Notre Dame de l'Assomption. Begonnen in de dertiende eeuw als abdijkerk, werd zij in latere eeuwen uitgebreid. De voorgevel stortte in 1665 in, waarna hij in classicistische stijl werd herbouwd. De kathedraal bezit een orgel van Aristide Cavaillé-Coll uit 1855. Naast de kathedraal bevindt zich een fraaie kruisgang in gotische en renaissancestijl.